# Respiració oral
La respiració oral o respiració bucal és la respiració a llarg termini per la boca. Sovint és causada per una obstrucció a la respiració pel nas, l'òrgan de respiració innat del cos humà.

## Causes d'incapacitat per a la respiració nasal
Jason Turowski, MD del Cleveland Clinic afirma que "estem dissenyats per respirar pel nas des del naixement; és la manera com hem evolucionat els humans". Els nadons, per exemple, durant els primers sis a dotze mesos postnatals només poden utilitzar el nas per respirar tret que hi hagi plor. Per tant, l'impacte de la respiració bucal crònica sobre la salut és una àrea d'investigació dins de l'ortodòncia (i el camp relacionat de la teràpia miofuncional) i de l'antropologia. Es classifica en tres tipus: obstructiu, habitual i anatòmic.:281
Hi ha un ordre assenyalat de causa i efecte que condueix a una disfunció de les vies respiratòries relacionades amb la respiració bucal. Així, primer es comença amb una reacció inflamatòria que després condueix al creixement de teixits a la zona que condueix a l'obstrucció de les vies respiratòries i la respiració bucal i, finalment, produeix una estructura facial alterada.
La respiració nasal produeix òxid nítric dins del cos, mentre que la respiració bucal no. A més, el Boston Medical Center assenyala que el nas filtra les partícules que entren al cos, humidifica l'aire que respirem i l'escalfa a la temperatura corporal. En canvi, però, la respiració bucal "envia la contaminació i els gèrmens directament als pulmons; l'aire fred sec als pulmons fa que les secrecions siguin espesses, alentint els cilis de neteja i alentint el pas en els pulmons de l'oxigen al torrent sanguini". Com a resultat, la respiració bucal crònica pot provocar malalties. En aproximadament el 85% dels casos, és una adaptació a la congestió nasal,:281 i es produeix amb freqüència durant el son. Causes més especialitzades inclouen: pòlips nasals;:350 un llavi superior curt que impedeix que els llavis es trobin en repòs (incompetència labial);:281 i rinitis de l'embaràs que acostuma a ocórrer en el tercer trimestre de l'embaràs.:435